# Megrelien-Övre Svanetien
Megrelien-Övre Svanetien (georgiska: სამეგრელო-ზემო სვანეთი, Samegrelo-Zemo Svaneti, eller სამეგრელო-ზემო სვანეთის მხარე, Samegrelos da Zemo Svanetis mchare) är en administrativ region i västra Georgien, bestående av de två historiska provinserna Megrelien och västra Svanetien. Regionen har en yta på 7 441 km² och en befolkning på cirka 330 761 invånare (år 2014). Dess huvudstad är Zugdidi. Administrativt består den av ett stadsdistrikt och sju rajoner. Det gränsar i öster till Ratja-Letjchumi och Nedre Svanetien och Imeretien, i söder till Gurien och i väster till Abchazien.